# Владимировка (Буздякский район)
Владимировка (баш. Владимировка) — деревня в Буздякском районе Республики Башкортостан Российской Федерации. Входит в состав Гафурийского сельсовета.

## География

### Географическое положение
Расстояние до:
- районного центра (Буздяк): 13 км,
- ближайшей ж/д станции (Буздяк): 13 км.

## Население
| 2002 | 2009 | 2010 |
| ---- | ---- | ---- |
| 5    | ↘0   | →0   |

Согласно переписи 2002 года, преобладающая национальность — русские (100 %).